# 2010년 아시안 게임 몽골 선수단
 몽골은 2010년 11월 12일부터 11월 27일까지 중화인민공화국 광저우에서 열리는 2010년 아시안 게임에 참가하였다.

## 메달 리스트
| 메달   | 이름                                                                  | 종목   | 세부 종목          | 날짜      |
| ------ | --------------------------------------------------------------------- | ------ | ------------------ | --------- |
| 금메달 | 만다크나란 간조리그                                                   | 레슬링 | 남자 자유 60KG     | 11월 23일 |
| 금메달 | 나란치멕 겔렉잠츠                                                     | 레슬링 | 여자 자유 72KG     | 11월 26일 |
| 은메달 | 나산부르마 오치르바트                                                 | 레슬링 | 여자 자유 63KG     | 11월 26일 |
| 은메달 | 출룬바트 자갈사이칸                                                   | 레슬링 | 남자 자유 120KG    | 11월 25일 |
| 은메달 | 분드마 문크바타르                                                     | 유도   | 여자 52KG          | 11월 15일 |
| 은메달 | 군데그마 오트리아드, 문크줄 초그바드라크, 투무크후두르 바야트세트세그 | 사격   | 여자 단체 25M 권총 | 11월 16일 |
| 은메달 | 언드람 에르데네소울                                                   | 복싱   | 여자 69~75KG       | 11월 26일 |
| 동메달 | 바투크스 투멘 오드                                                    | 유도   | 여자 57KG          | 11월 15일 |
| 동메달 | 첸드 아유쉬 나란자갈                                                  | 유도   | 여자 79KG          | 11월 14일 |
| 동메달 | 발지니암 바트 에르디니                                                | 유도   | 여자 48KG          | 11월 16일 |
| 동메달 | 카드바타르 문크바타르                                                 | 유도   | 남자 무제한        | 11월 16일 |
| 동메달 | 도르고토브 체렌칸드                                                   | 유도   | 여자 무제한        | 11월 15일 |
| 동메달 | 마그사르자프 바티아르갈                                               | 우슈   | 남자 산타 75KG     | 11월 17일 |
| 동메달 | 곰보도르 도르즈반치그                                                 | 레슬링 | 남자 자유 74KG     | 11월 24일 |
| 동메달 | 푸르비 우수크바타르                                                   | 레슬링 | 남자 자유 84KG     | 11월 24일 |
| 동메달 | 오트곤자갈 자갈                                                       | 복싱   | 남자 69KG          | 11월 25일 |

## 같이 보기
- 2010년 아시안 게임 메달 집계